# 田口佳史
田口 佳史（たぐち よしふみ、1942年〈昭和17年〉3月8日 - ）は、日本の東洋思想研究家、指導者学推進者。
1942年（昭和17年）生まれ。東洋思想研究家。指導者学推進者。株式会社イメージプラン代表取締役会長、一般社団法人東洋と西洋の知の融合研究所所長。
大学卒業後、日本映画新社に入社。映画『東京オリンピック』ではチーフ監督を務めた。25歳の時、バンコク市郊外の農村で撮影中、突然水牛2頭に襲われ、瀕死の重傷を負うも奇跡的に生還。その入院中の老荘思想との運命的な出会いが、東洋思想研究家へと歩み出す契機となった。
主な著書『佐久間象山に学ぶ大転換期の生き方』『横井小楠の人と思想』『超訳 孫子』など多数。「東洋思想（儒・仏・道・禅・神道を有機的に融合させた思想や哲学）」を基盤とする独自の経営思想体系「タオ・マネジメント(東洋思想的経営論)」を構築・実践した。
地球は、もはや「人新世（Anthropocene）」の時代に突入しており、人類が地質や生態系に及ぼす重大な影響が地球と人に取り返しのつかない危機をもたらすのではないかとの懸念から、知的資源ともいえる「東洋思想」をもって、その危機緩和・回避の一助を提供すべく精力的に活動中。これまで掲げてきた理念（東洋と西洋の知の融合）をより高い次元に発展させ、「21世紀にふさわしい人となるための新しい指針」をも世界に向けて提唱するものである。関連して3カ国語（日・英・中）にて配信中の「田口佳史ニュースレター『人新世』の時代に - 『東洋思想』からの提言」は、海外でも注目を集める。また、より実効性を高めるべく東洋思想指導者の養成にもエネルギーを注いでいる。「東洋思想指導者養成塾（塾長：田口佳史）」を開塾（2025年4月）。

## 経歴

### 生い立ち
1942年、東京都に生まれる。日本大学芸術学部在学中に西尾善介監督（1962年カンヌ国際映画祭テレビ映画部門グランプリ受賞）に師事し、指導を受ける。大学卒業後、日本映画新社（東宝の全額出資による子会社）に入社。市川崑総監督『東京オリンピック』でチーフ監督を務める。その後、フリーに。東京都清掃局「都市廃棄物」、NTV「ノンフィクション劇場」など主に記録映画の脚本・監督として従事した。

### 瀕死の重傷
25歳の時、映画界から東洋思想研究へと転身させる宿命とも言える転機がふいに訪れる。バンコク市郊外の農村で撮影中、突然水牛2頭に襲われる。瀕死の重傷を負い、奇跡的に生還。その入院中、中国古典思想に出会い、経営指導に転身し、1972年、株式会社イメージプラン設立。以来、2000社を超える企業に指導を行う。
そのときの様子が、田口の半生を紹介した『fooga』第90号（2009年、フーガブックス）にこう書かれている。
その後退院し、日本に帰国したが、依然として人工透析の可能性があり、左脚の運動神経と知覚神経の麻痺も残っていた。西洋医療・東洋医療・民間医療問わず、効果があると聞けば全国どこへでも出かけ、治療に専念した。その結果、人工透析と左脚機能不全は免れたものの、重度の身体障害者としてその後の人生を生きることになる。

### 東洋思想との邂逅
その後の田口の生き方を決定づける東洋思想との邂逅は、そのアクシデントの渦中にあった。バンコクのシリラ王立病院に入院している時、事故を伝え聞いた、在留日本人が見舞いにやってきて、何冊かの本を置いて行った。そのなかのひとつが「老子」だった。『fooga』にはこう書かれている。
田口は肉体的な後遺症と中国古典思想という、大事故がもたらした2つをもって、日本へ帰り、むさぼるように『老子』や『荘子』を読む。やがて関心は四書五経（四書とは「大学」「中庸」「論語」「孟子」をいい、五経とは「易経」「詩経」「書経」「礼記」「春秋」を指す）など中国古典思想全般へと広がった。30歳までの5年間は、傷の治療と中国古典思想を紐解くことに費やされた。

### 起業
田口は30歳で株式会社イメージプランを設立するものの、一般的な起業とはほど遠いものだった。それについて、『Japanist』第3号（2009年、ジャパニスト株式会社）には、次のように書かれている。
田口は事業内容「社員一人一人の人生の確立こそ優良会社をつくる」との理念を掲げ、勤労意識調査と人生計画の導入を柱とした経営指導。会社を設立したものの、仕事の依頼はまったくないという状態が続いた。しかし、田口の仕事ぶりが人から人へ伝わり、仕事の依頼が少しずつ増えていった。それにともなって社員の数も増えた。
1980年代後半、CIブームが興り、多くの有力企業がこぞってCIシステムを導入した。CIシステムとは会社の理念や行動規範、組織、商品政策、イメージ戦略などを総合的に再構築する試み。イメージプランは「PI（パーソナル・アイデンティティ）システム」による社員の人生の確立と「自社生存領域の確立」をシステム化した。
田口は東洋思想を学び直し、独自の経営思想体系を構築するため、1993年8月31日付けで会社を清算し、翌日同名の新しい会社を興した。

### タオ・マネジメント
田口の学び直しの目的は、独自の経営思想を構築することにとどまらず、社会に通用する「人間としてのあり方」を再構築することだった。
インドで生まれた仏教や禅は、中国を経由してユーラシア大陸の東端に位置する日本に流れ着き、より洗練された宗教・思想へと変容した。中国で生まれた儒教や老荘思想も日本に入ってからより成熟した。それらと日本古来の神道（カミ信仰）が混じり、（精神的な意味で）発酵・熟成したことが日本文化の礎になっているとする田口の思想観をベースに、５年間を費して新しい東洋思想的経営論「タオ・マネジメント」を打ち立てた。
1998年、東洋思想と西洋合理主義的経営論の融合による新しい経営思想として『タオ・マネジメント』を著した。

## 主な活動

### 杉並師範館
田口は2005年、当時杉並区長だった山田宏と共に、杉並区が採用する小学校教員の育成を目的とした「杉並師範館」を設立し、副理事長兼塾長補佐（2009年4月から理事長）として同プロジェクトに関わった（塾長は元米国ソニー会長・田宮謙次氏）。
杉並師範館の設立趣意書には次の通り。
設立発起人は次の通り。
- 遠藤勝裕　日本証券代行取締役社長
- 尾原蓉子　一般財団法人ファッション産業人材育成機構、IFIビジネス・スクール学長
- 小林陽太郎　富士ゼロックス取締役会長
- 小松郁夫　国立教育政策研究所教育政策・評価研究部長
- 白滝一紀　国立大学法人秋田大学理事、教育新聞社代表取締役社長
- 瀬口清之　日本銀行国際局企画役
- 田口佳史　イメージプラン代表取締役社長
- 田宮謙次　ソニー顧問、ソニーユニバーシティ前学長
- 野原明　文化女子大学教授、元NHK解説委員
- 橋本堅太郎　彫刻家、日本芸術院会員、公益社団法人日展理事長
- 三重野康　元日本銀行総裁、漢字文化振興会会長

（肩書きは発起人会開催時点のもの）
杉並師範館は第1期生定員を約30名と設定していたが、215名の応募があった。年間カリキュラムは、東京大学名誉教授・今道友信氏やテルモ会長・和地孝氏などによる人間力を磨く「講義」、元小学校校長からなる指導教授などによる指導力、授業力を磨く「演習」、実際に教壇に立ち、子どもと触れ合う「特別教育実習」、学び合い、高め合い、育ち合う「合宿・体験活動」から成っている。第１期生のうち20名、第２期生のうち29名、第３期生のうち22名が杉並区立小学校の教員として採用された。その後、杉並師範館は2011年3月まで続き、合せて123名の教員を小学校教育の現場に送り込んだ。

### タオ・クラブ
2007年、研修施設「玄妙館」を東京都世田谷区祖師ヶ谷大蔵に建設し、そこを拠点にして「タオ・クラブ」を発足させた。
タオ・クラブは、1998年に体系化した「タオ・マネジメント」の主張に東洋思想の知見を活かした「21世紀の経営」を問うこと。儒教・仏教・道教（老荘思想）・禅仏教・神道5つの思想哲学各々の更なる探求と日本文化の底を成す5つの思想の特長を明確にして現代社会での活用を問うことを行うとしている。

### 東洋と西洋の知の融合研究所
2007年、近代西洋思想に替わる、21世紀の新しい思想を探求することを目的とし、一般社団法人「東洋と西洋の知の融合研究所」を設立、理事長に就任した。東洋思想と西洋思想の知的資源の融合を図ることを理念として掲げている。

### テンミニッツTV
独自の領域を開拓した優れた識見の持主と、特定分野の世界的権威などが講義をする教養メディア「テンミニッツTV」で2015年より講義を続けている。講座の数は「テンミニッツTV」で3番目に多い（2020年現在）。

### 慶應丸の内シティキャンパス（MCC）
2009年、「真の学びは新たに獲得した知識・理論と自らの実践・経験を結びつけ、自分なりの解釈を加え、そこから得た知見により、行動と意識を永続的に変容させる」という教育理念を掲げる慶應丸の内シティキャンパス（通称ＭＣＣ、株式会社慶應学術事業会が運営母体）で講義を始める。

### 致知出版社
40数年にわたり、有名無名を問わず、各界で道を開いた人々の英知に学ぼうという月刊「致知」を中心にセミナー講演会などで人間学を説き続けている。

### その他
その他、特定非営利活動法人アイ・エス・エル（ISL）、特定非営利活動法人九州・アジア経営塾、公益財団法人日本生産性本部、公益財団法人九州生産性本部、一般社団法人日本能率協会などの教育機関、及び中央官庁、地方自治体、多くの企業で講義を続けている。

## 著書・DVD

### 単著
- 「ビジネス戦士のための幸福論」1989年／竹井出版（現致知出版社）
- 「企業の生存領域をどう見つけるか」1992年／マネジメント社
- 「人生尊重なき企業は滅びる」1992年／ティビーエス・ブリタニカ
- 「大転換期・経営の本質」1995年／致知出版社
- 「不変と先端・経営の道理」1996年／産調出版
- 「タオ・マネジメント」1998年／産調出版
- 「会社を変える」1999年／日新報道
- 「清く美しい流れ」2007年／PHP研究所
- 「東洋からの経営発想」2009年／悠雲舎
- 「論語の一言」2010年／光文社
- 「老子の無言」2010年／光文社
- 「いい人生をつくる『論語の名言』」2011年／大和書房
- 「リーダーの指針　東洋思考」2011年／かんき出版
- 「孫子の至言」2012年／光文社
- 「東洋からの経営発想（英語版）」2012年／Babel Press U.S.A.
- 「リーダーに大切な『自分の軸』をつくる言葉」2013年／かんき出版
- 「超訳 孫子の兵法」2013年／三笠書房
- 「頭と心を楽にする　欲望の整理術」2013年／かんき出版
- 「超訳 老子の言葉」2014年／三笠書房
- 「超訳 言志四録」2015年／三笠書房
- 「ビジネスリーダーのための『貞観政要』講義」2015年／光文社
- 「社長のための『孫子の兵法』」2015年／サンマーク出版
- 「上に立つ者の度量」2016年／PHP研究所
- 「東洋思想に学ぶ『40代から人として強くなる法』」2016年／三笠書房
- 「ビジネスリーダーのための老子『道徳経』講義」2017年／致知出版社
- 「人生に迷ったら『老子』」2017年／致知出版社
- 「新訳　貞観政要」2017年／PHP研究所
- 「あせらない、迷わない、くじけない」2018年／青春出版社
- 「超訳 論語」2018年／三笠書房
- 「なぜ今、世界のビジネスリーダーは東洋思想を学ぶのか」2018年／文響社
- 「幕末に国家をデザインした男　横井小楠の人と思想」2018年／致知出版社
- 「『愉快な人生』を生きる」2019年／サンマーク出版
- 「孫子に学ぶ『最高のリーダー』」2019年／三笠書房
- 「東洋思想に学ぶ　人生の要点」2019年／三笠書房
- 「佐久間象山に学ぶ　大転換期の生き方」2020年／致知出版社
- 『40代から特に効く中国古典の言葉 超訳 人として強くなるヒント』三笠書房〈知的生きかた文庫〉、2020年6月。ISBN 978-4837986621。
- 『超訳孫子の兵法「最後に勝つ人」の絶対ルール』三笠書房、2021年1月。ISBN 978-4837928492。
- 『「書経」講義録 組織を繁栄に導くためのトップと補佐役の人間学』致知出版社、2021年1月。ISBN 978-4800912497。
- 『渋沢栄一に学ぶ大転換期の乗り越え方』光文社〈光文社新書〉、2021年2月。ISBN 978-4334045258。
- 『超訳論語「人生巧者」はみな孔子に学ぶ』三笠書房、2021年4月。ISBN 978-4837928584。
- 『論語と老子の言葉 「うまくいかない」を抜け出す2つの思考法』大和書房〈だいわ文庫〉、2021年5月。ISBN 978-4479308652。
- 『「大学」に学ぶ人間学』致知出版社、2021年11月。ISBN 978-4800912596。
- 『仕事で一生悩まないための菜根譚の教え』三笠書房、2022年1月。ISBN 978-4837987581。
- 『新・孫子の兵法』大和書房、2022年2月。ISBN 978-4479797609。
- 『「中庸」講義録』致知出版社、2023年12月。ISBN 978-4800912978。
- 『「縄文と神道」から読む日本精神史』ビジネス社、2024年6月。ISBN 978-4828426426。

### 共著
- 「ぶれない軸をつくる 東洋思想の力」枝廣淳子共著 2018年／光文社新書
- 「人生に奇跡を起こす 営業のやり方」田村潤共著 2018年／PHP新書

### DVD
- 「親子で学ぶ人間の基本」（全12巻）2008年／イメージプラン
- 「これだけは言っておきたい『人生の要点』Part1」2015年／イメージプラン
- 「これだけは言っておきたい『人生の要点』Part2」2016年／イメージプラン
- 「これだけは言っておきたい『仕事の要点』Part1」2016年／イメージプラン
- 「これだけは言っておきたい『仕事の要点』Part2」2016年／イメージプラン

### 講義CD（致知出版社発売）
- 「老子」に学ぶ（2018年発売）
- 「老子」に学ぶ２（2019年発売）
- 「孫子」に学ぶ（2020年発売）
- 「貞観政要」に学ぶ（2020年発売）
- 「大学」に学ぶ人間学（2021年発売）
- 「書経」に学ぶ人間学（2022年発売）
- 「中庸」に学ぶ人間学（2022年発売）

### ニュースレター（毎月25日配信）

#### 【２０２１年度版 配信実績】（2021年3月～2022年2月）
- １.『徳』について
- ２.『生命論』について
- ３.『陰陽』について
- ４.『自然』について
- ５.『人間』とは何か
- ６.『欲望』について
- ７.『大転換』とは（その一）
- ８.『大転換』とは（その二）
- ９.『戦争』について（その一）
- １０.『戦争』について（その二）
- １１.『戦争』について（その三）
- １２.『新しい時代』について（その一）

#### 【２０２２年度版 配信実績】（2022年3月～2023年2月）
- １３.『新しい時代』について（その二）
- １４.『リーダーシップ』について（その一）
- １５. 緊急提言『何故東洋思想は戦争を嫌うのか』
- １６.『リーダーシップ』について（その二）
- １７.『死』について
- １８.『老荘思想』から見た世界の現状
- １９.『世界が本来の姿を取り戻すために』（その一）
- ２０.『世界が本来の姿を取り戻すために』（その二）
- ２１.『世界が本来の姿を取り戻すために』（その三）
- ２２.『教育とは何か』（その一）
- ２３.『教育とは何か』（その二）
- ２４.『教育とは何か』（その三）

#### 【２０２３年度版 配信実績】（2023年3月～2024年2月）
- ２５.『調和について』（その一）
- ２６.『調和について』（その二）
- ２７.『調和について』（その三）
- ２８.『自他非分離』について（その一）
- ２９.『自他非分離』について（その二）
- ３０.『自他非分離』について（その三）
- ３１.『東洋思想の魅力』（その一）
- ３２.『東洋思想の魅力』（その二）
- ３３.『朱子学の実践』（その一）
- ３４.『朱子学の実践』（その二）
- ３５.『企業の本道』（その一）
- ３６.『企業の本道』（その二）

#### 【２０２４年度版 配信実績】（2024年3月～2025年2月）
- ３７.『東洋思想の真髄』（その一）
- ３８.『東洋思想の真髄』（その二）
- ３９.『東洋思想の真髄』（その三）
- ４０.『民主主義と東洋思想』（その一）
- ４１.『民主主義と東洋思想』（その二）
- ４２.『民主主義と東洋思想』（その三）
- ４３.『精神と肉体・ＡＩと人間』（その一）
- ４４.『精神と肉体・ＡＩと人間』（その二）
- ４５.『地球とは何か（SDGｓは訴える）』（その一）
- ４６.『地球とは何か（SDGｓは訴える）』（その二）
- ４７.『「生命論」とは何か』（その一）
- ４８.『「生命論」とは何か』（その二）